# Pelourinho de Oeiras
O Pelourinho de Oeiras é um pelourinho português localizado em frente da Câmara Municipal de Oeiras de que, tendo sido edificado em 1760, não se conhece o seu autor. Feito em pedra lioz, é decorado com símbolos comuns aos palácios do marquês de Pombal. Foi classificado como Imóvel de Interesse Público em 1933.

## Descrição
Foi um dos últimos pelourinhos a ser erguido no país, sendo símbolo da autonomia municipal, alcançada em 1759 com a criação da vila e do concelho. A sua construção foi custeada, provavelmente, pelo conde de Oeiras Sebastião José de Carvalho e Melo.
É composto por três partes, que se articulam formando a mesma forma geométrica, o octógono. Apresenta uma plataforma de três degraus, sobre a qual abriga a coluna. O corpo do fuste é ordenado por três anéis de aparência rústica.